# Llueva
Llueva es un barrio de la localidad de San Miguel de Aras, en el municipio de Voto, Cantabria (España).
Se encuentra a los pies de Mullir formando un valle en el que nacen varios arroyos que desembocan en el río Clarín. Comunica con el valle de Ruesga por el puerto de montaña de Fuente las Varas (450 m) Lo pueblan unas 50 personas y tiene una extensión de unas 200 hectáreas. Posee una ermita del siglo XVIII en la que destacan unas esculturas en piedra de santos no muy bien identificados. Celebra la festividad de San Roque los días 16 y 17 de agosto.
El barrio de Llueva alberga numerosas cuevas, hecho por el que se ha declarado a San Miguel de Aras, lugar de patrimonio arqueológico. De estas cuevas destaca la Covarona, que contiene pinturas y restos cerámicos prehistóricos. Otras importantes cuevas son la Cueva del Túnel, inmensa cueva que comunica el Valle de Aras con el Valle de Matienzo, Trampascuevas, Cierro Chico, Cerro Samuel o Peñarrobra, en cuyas cercanías se encontró una estela discoidal arenisca, decorada con una estrella de cinco puntas grabada en el interior de dos circunferencias concéntricas, expuesta en el  Museo Regional de Prehistoria y Arqueología de Cantabria.Y se les llaman Lluevainos 